# Bonsall (Kalifornija)
Bonsall je naseljeno područje za statističke svrhe u američkoj saveznoj državi Kalifornija. Prema popisu stanovništva iz 2010. u njemu je živjelo 3,982 stanovnika.